# Křižany (nádraží)
Křižany jsou železniční stanice, která se nachází na jižním úpatí kopce Lom severně od vesnice Křižany v okrese Liberec. Stanice leží v km 129,174 neelektrizované jednokolejné trati Liberec – Česká Lípa mezi stanicemi Karlov pod Ještědem a Rynoltice.

## Historie
Stanice s tehdejším názvem Kriesdorf byla zprovozněna společností Ústecko-teplická dráha 17. září 1900 jako součást nově otevřeného úseku Mimoň – Liberec. Ve stanici byla postavena výpravní budova z režného zdiva podle typizovaného vzoru, součástí budovy byla i krytá veranda, později přibyla i restaurace. Vedle budovy bylo zřízen stavědlový domek s ústředním stavědlem.
Počátkem 20. století se stanice využívala pro nakládku vápence, který byl do stanice dopravován lanovkou z lomu nad nádražím. Po železnici se surovina dopravovala do chemičky v Neštěmicích.
Po roce 1918 byla stanice přejmenována na Křižany, výjimkou bylo období německé okupace v letech 1938–1945, kdy se opět používal německý název Kriesdorf.
Začátkem 10. let 21. století byla zbourána restaurace a krytá veranda.

## Popis stanice
Stanice je vybavena elektromechanickým zabezpečovacím zařízením vz. 5007 s ústředním stavědlem s elektricky závislými návěstidly. Ústřední stavědlo, které ovládá místně výpravčí, je umístěno ve stavědle vedle výpravní budovy.
Ve stanici jsou tři dopravní koleje, u budovy je kolej č. 2 (užitečná délka 383 m), následuje hlavní kolej č. 1 (353 m) a poté kolej č. 3 (353 m). Za třetí kolejí se ještě nachází manipulační kolej č. 5. Další manipulační kolej je vpravo od budovy a je označená č. 4. Ve stanici je celkem osm výhybek. Rozhodující výhybky č. 1, 2, 7 a 8, které umožňují jízdu z tratě na jednotlivé dopravní koleje, jsou vybaveny mechanickým přestavníkem, který jsou přestavovány pomocí pák a drátovodů ze stavědla. Zbývající výhybky (na manipulační koleje) se přestavují ručně.
U všech tří dopravních kolejí jsou zřízena jednostranná nástupiště. U budovy se u koleje č. 2 nachází vnější panelové nástupiště č. 1 o délce 97 m s výškou nástupní hrany 300 mm nad temenem kolejnice. Následuje panelové nástupiště č. 2 u koleje č. 1, které má délku 123 m a výšku 200 mm. U koleje č. 3 se pak nachází sypané nástupiště č. 3 s délkou 100 m a výškou 200 mm. Příchod na nástupiště č. 2 a 3 umožňuje úrovňový přechod přes koleje.

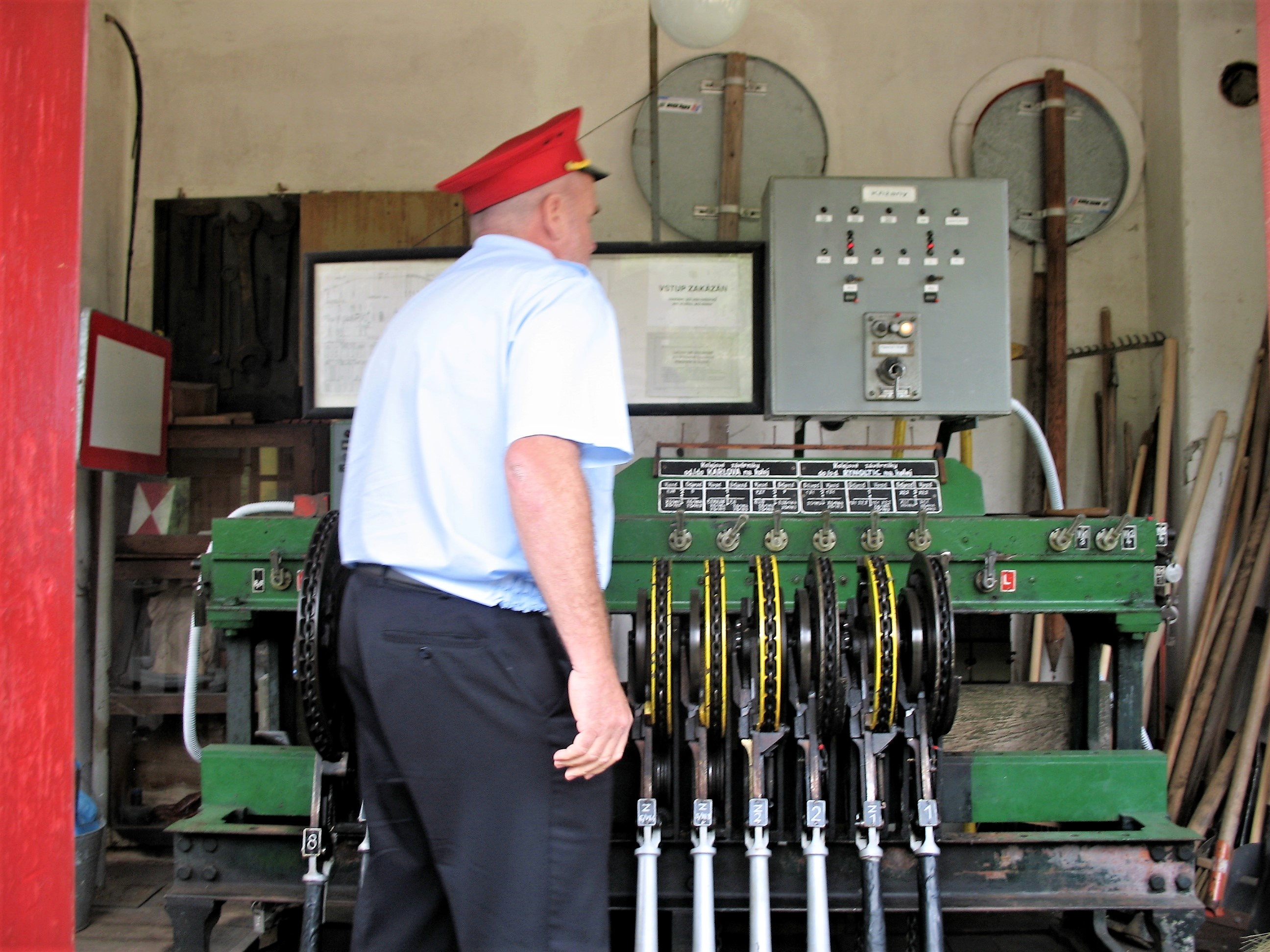
Výpravčí při obsluze mechanického ústředního stavědla v Křižanech

Na každém zhlaví je skupinové odjezdové návěstidlo platné pro odjezd ze všech dopravních kolejí. Z návazných traťových úseků je stanice kryta vjezdovými návěstidly L (od Rynoltic) v km 128,726, z opačného směru pak S v km 131,365. Mezi poslední výhybkou ve směru na Karlov pod Ještědem a návěstidlem S je vzdálenost 1775 m. Tak dlouhá délka záhlaví je dána tím, že toto vjezdové návěstidlo se nachází až za Ještědským tunelem a viaduktem v Novině, oba tyto objekty tak leží přímo ve stanici Křižany.
Ve stanici na rynoltickém záhlaví se v km 128,987 nachází přejezd P3426 (silnice II/592 Křižany – Kryštofovo Údolí), který je vybaven mechanickým přejezdovým zabezpečovacím zařízením. Závory jsou ovládány drátovody ze stavědla ve stanici.
Jízdy vlaků v obou přilehlých traťových úsecích jsou zabezpečeny pomocí telefonického dorozumívání.